# Xã Huggins, Quận Gentry, Missouri
Xã Huggins (tiếng Anh: Huggins Township) là một xã thuộc quận Gentry, tiểu bang Missouri, Hoa Kỳ. Năm 2010, dân số của xã này là 146 người.